# 海沃思
海沃思（英語：Highworth）是英國英格蘭威爾特郡的一個集鎮和民政教區，位於斯溫登市中心東北約6英里（10）。2011年英國人口普查時，海沃思人口8,151人。

## 外部連結
- 中的“海沃思”
- Highworth Town Council （页面存档备份，存于）
- Historic Highworth photos at BBC Wiltshire （页面存档备份，存于）
- History of Highworth at Highworth Historical Society